# Qawwali
Qawwali (híndi: क़व्वाली (Devanágari); urdu: قوّالی (Nasta'liq); punjabi: ਕ਼ੱਵਾਲੀ (Gurmukhi), قوّالی (Shahmukhi); bengali: কাওয়ালি (bengali-assamês)) é uma forma de canto devocional islâmico sufi, originário do subcontinente indiano, e notavelmente popular nas regiões de Punjab e Sindh no Paquistão; em Hyderabad, Deli e outras partes da Índia, especialmente o norte da Índia; bem como as divisões de Dhaka e Chittagong em Bangladesh.
Apresentado originalmente em santuários sufis ou dargahs em todo o sul da Ásia, ganhou popularidade e público internacional no final do século XX. A música Qawwali recebeu exposição internacional através do trabalho de Aziz Mian, Nusrat Fateh Ali Khan e Sabri Brothers em grande parte devido a vários lançamentos na gravadora Real World, seguidos por apresentações nos festivais World of Music, Arts and Dance. Outros cantores famosos de Qawwali incluem Fareed Ayyaz & Abu Muhammad, Rahat Fateh Ali Khan, Badar Miandad, Rizwan-Muazzam, o falecido Amjad Sabri, Wadali Brothers, Nizami Bandhu, Bahauddin Qutbuddin, Qutbi Brothers, entre outros. A maioria dos cantores modernos de Qawwali, incluindo Ustad Nusrat Fateh Ali Khan e Fareed Ayyaz & Abu Muhammad, pertencem à famosa escola 'Qawwal Bachon ka Gharana' de Qawwali, sediada em Deli.

## Definição
Qawl (árabe: قَوْل ) é uma "expressão (do profeta)", Qawwāl é alguém que frequentemente repete (canta) um Qaul, Qawwāli é o que um Qawwāl canta.

## Origens
O santo sufi de Deli, Amir Khusrow, da ordem dos sufis de Chisti, recebeu o crédito de fundir as tradições musicais persa, árabe, turca e indiana no final do século XIII na Índia para criar o Qawwali como o conhecemos hoje.  A palavra Sama ainda é frequentemente usada na Ásia Central e na Turquia para se referir a formas muito semelhantes a Qawwali, e na Índia, Paquistão e Bangladesh, o nome formal usado para uma sessão de Qawwali é Mehfil-e-Sama.

Originalmente, o uso de instrumentos musicais no Qawwali era proibido. As seguintes condições foram inicialmente colocadas em Qawwali:
“Sima' (ouvir Qawwali) é permitido se algumas condições forem atendidas. O cantor deve ser adulto e não criança ou mulher. O ouvinte deve apenas ouvir tudo em memória de Allah. As palavras cantadas devem ser isentas de obscenidade e indecência e não devem ser nulas. Os instrumentos musicais não devem estar presentes no encontro. Se todas essas condições forem atendidas, Sima' é permitido.”
“... Alguém queixou-se ao Sultão do Mashaa'ikh que alguns dos dervixes dançaram em uma reunião onde havia instrumentos musicais. Ele disse, eles não fizeram o bem, pois algo inadmissível não pode ser tolerado. ”

-  Siyar al-Awliya
Além disso, esses santos sufis, como Nizamuddin Auliya, o professor do famoso cantor sufi Amir Khusrow, foram bastante contundentes sobre a proibição:
Os instrumentos musicais são Haram.

-  Fawa'id al-Fu'aad
Eventualmente, no entanto, o uso de instrumentos musicais encontrou seu caminho em Qawwali e os intérpretes modernos de Qawwali musical justificaram seu uso de instrumentos dizendo que os santos sufis não os impedem quando os usam perto de seus santuários.  Instrumentos como harmônio, tabla e dholak hoje são comuns em muitas festas Qawwali.

## Conteúdo
As canções que constituem o repertório qawwali são principalmente em persa, urdu, híndi, bengali e punjabi. Existem alguns em persa da era mogol, e um punhado em seraiki e dialetos do norte da Índia como Braj Bhasha e Awadhi. Também existe qawwali em algumas línguas regionais, mas a tradição da língua regional é relativamente obscura. Além disso, o som do qawwali no idioma regional pode ser totalmente diferente daquele do qawwali dominante. Isso certamente é verdade para Chhote Babu Qawwal, cujo estilo de canto é muito mais próximo da música bengali Baul do que do qawwali de Nusrat Fateh Ali Khan, por exemplo.
A poesia é implicitamente entendida como espiritual em seu significado, embora a letra às vezes possa soar terrivelmente secular ou totalmente hedonista. Os temas centrais do qawwali são amor, devoção e anseio (do homem pelo Divino).
Os qawwalis são classificados por seu conteúdo em várias categorias:
- Um hamd (حمد), louvor em árabe para lovor, é uma canção em louvor a Alá. Tradicionalmente, uma apresentação qawwali começa com um hamd.
- Um na`at (نعت), descrição em árabe, é uma canção em louvor a Maomé. O hamd de abertura é tradicionalmente seguido por um naat.
- Um manqabat (plural manaqib, مناقب, que significa características) é uma canção em louvor ao Imam Ali ou a um dos santos Sufi. Manaqib em louvor a Ali são cantados em reuniões sunitas e xiitas. Se uma for cantada, ela seguirá logo após o naat. Geralmente, há pelo menos um manqabat em um concerto tradicional.
- Um marsiya (مرثية), em árabe para lamentação por uma pessoa morta, é uma lamentação sobre a morte de grande parte da família de Huceine ibne Ali na Batalha de Karbala. Normalmente, isso seria cantado apenas em uma reunião xiita.

- Um ghazal (غزل), árabe para canção de amor, é uma canção que parece secular à primeira vista. Existem duas metáforas estendidas que perpassam os ghazals - as alegrias de beber e a agonia da separação da pessoa amada. Essas canções apresentam poesia requintada e podem certamente ser interpretadas pelo seu valor nominal e apreciadas nesse nível.[7]  Na verdade, no Paquistão e na Índia, ghazal também é um gênero musical distinto e separado no qual muitas das mesmas canções são executadas em um estilo musical diferente e em um contexto secular. No contexto desse gênero, as canções geralmente são interpretadas pelo seu valor nominal, e nenhum significado mais profundo está necessariamente implícito. Mas no contexto de qawwali, essas canções de embriaguez e anseio usam metáforas seculares para expressar de maneira pungente o anseio da alma pela união com o Divino e sua alegria em amar o Divino. Nas canções de embriaguez, "vinho" representa "conhecimento do Divino", o "copeiro" ( saaqi ) é Deus ou um guia espiritual, a "taverna" é o lugar metafórico onde a alma pode (ou não) tenha a sorte de atingir a iluminação espiritual. (A "taverna" enfaticamente não é uma casa de culto convencional. Em vez disso, é considerada o contexto espiritual dentro do qual a alma existe.) Intoxicação é atingir o conhecimento espiritual, ou ser preenchido com a alegria de amar o Divino. Nas canções de saudade, a alma, tendo sido abandonada neste mundo por aquele amante cruel e arrogante, Deus, canta a agonia da separação e a profundidade de seu anseio por reencontro.
- Um kafi é um poema em Punjabi , Seraiki ou Sindi, que segue o estilo único de poetas como Sultan Bahoo, Shah Hussain , Bulleh Shah e Sachal Sarmast. Dois dos Kafis mais conhecidos incluem Ni Main Jana Jogi De Naal e Mera Piya Ghar Aaya.
- Um munajaat (مناجاة), árabe para uma conversa à noite ou uma forma de oração, é uma música em que o cantor mostra seus agradecimentos a Alá por meio de uma variedade de técnicas linguísticas. Muitas vezes é cantado em persa, com Mawlana Jalāl-ad-Dīn Rumi creditado como seu autor.

## Composição de um conjunto qawwali

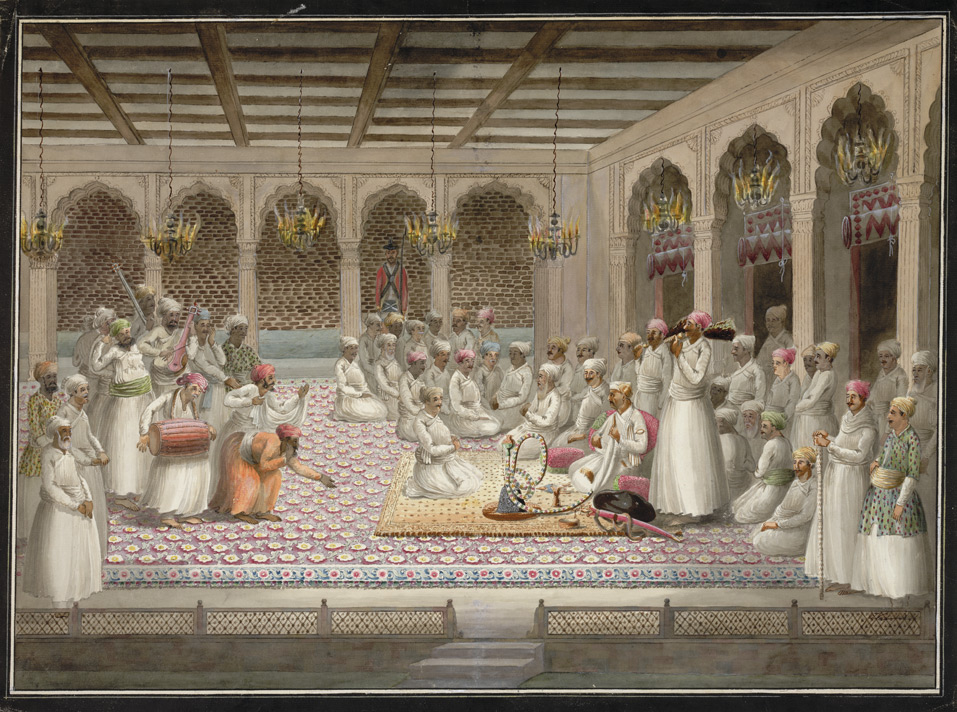
O diwan do Nawab Wazir de Oudh, Asaf-ud-Daula, sentado fumando narguilé ouvindo músicos em Lucknow, ca. 1812.

Um grupo de músicos qawwali, chamado em urdu de Humnawa, normalmente consiste em oito ou nove homens, incluindo um cantor principal, um ou dois cantores laterais, um ou dois harmônicos (que podem ser tocados pelo cantor principal, cantor lateral ou outra pessoa) e percussão. Se houver apenas um percussionista, ele toca tabla e dholak, geralmente a tabla com a mão dominante e o dholak com a outra (ou seja, um percussionista canhoto tocaria a tabla com a mão esquerda). Frequentemente, haverá dois percussionistas; nesse caso, um pode tocar a tabla e o outro, o dholak. Há também um coro de quatro ou cinco homens que repetem versos-chave e que ajudam na percussão batendo palmas.
Os artistas sentam-se de pernas cruzadas no chão em duas filas - o vocalista, cantores laterais e tocadores de harmônio na primeira fila, e o coro e percussionistas na última fila.
Antes da introdução bastante recente do harmônio, os qawwalis geralmente eram acompanhados pelos sarangi. O sarangi deveria ser reajustado entre as canções; o harmônio não, e logo foi preferido.
As mulheres costumavam ser excluídas da música tradicional muçulmana, uma vez que tradicionalmente são proibidas de cantar na presença de homens. Essas tradições mudaram, no entanto, como é evidente pela popularidade (e aceitação) de cantoras como Abida Parveen. No entanto, o qawwali continua sendo um negócio exclusivamente masculino. Ainda não há qawwals femininos tradicionais. Embora a cantora de kafi Abida Parveen tenha incorporado cada vez mais as técnicas de qawwali em suas apresentações, ela ainda não é considerada uma cantora de qawwali.

## Estrutura musical do qawwali
As músicas geralmente têm entre 15 e 30 minutos de duração. No entanto, o qawwali mais longo lançado comercialmente dura pouco mais de 115 minutos (Hashr Ke Roz Yeh Poochhunga de Aziz Mian Qawwal). O maestro qawwali Nusrat Fateh Ali Khan tem pelo menos duas canções com mais de 60 minutos de duração.
Os Qawwalis tendem a começar suavemente e crescer continuamente até um nível de energia muito alto, a fim de induzir estados hipnóticos tanto entre os músicos quanto na plateia. Quase todos os Qawwalis são baseados em uma Raga da tradição da música clássica hindustani. As músicas são geralmente organizadas da seguinte forma:
1. Começam com um prelúdio instrumental onde a melodia principal é tocada no harmônio, acompanhada pela tabla, e que pode incluir variações improvisadas da melodia.
2. Em seguida, vem o alap, uma longa melodia tonal improvisada durante a qual os cantores entoam diferentes notas longas, na raga da música a ser tocada.
3. O vocalista começa a cantar alguns versos do preâmbulo que normalmente não fazem parte da música principal, embora tematicamente relacionados a ela. Estas são cantadas sem ritmo, improvisadas seguindo a raga e acompanhadas apenas pelo harmônio. Depois que o vocalista canta uma estrofe, um dos cantores paralelos repete a estrofe, talvez com sua própria improvisação. Alguns ou muitos versos serão cantados dessa forma, levando à música principal.
4. Quando a música principal começa, a tabla, dholak e palmas começam. Todos os membros cantam os versos que constituem o refrão. As letras dos versos principais nunca são improvisadas; na verdade, essas são frequentemente canções tradicionais cantadas por muitos grupos, especialmente dentro da mesma linhagem. No entanto, as melodias são improvisadas sutilmente dentro da estrutura da melodia principal. Conforme a música prossegue, o vocalista principal ou um dos cantores secundários pode explodir em um sopro. Nusrat Fateh Ali Khan também popularizou a interjeição do sargam cantando neste ponto. A música geralmente cresce em ritmo e paixão, com cada cantor tentando superar o outro em termos de acrobacias vocais. Alguns cantores podem fazer longos períodos de improvisação sargam, especialmente improvisações alternadas com um cantor estudante. As músicas geralmente terminam de repente.

O estilo de canto de qawwali é diferente dos estilos de canto ocidentais em muitos aspectos. Por exemplo, em palavras que começam com um "m", os cantores ocidentais tendem a acentuar a vogal após o "m" em vez do próprio "m", enquanto em qawwali, o "m" geralmente é mantido, produzindo um tom abafado. Também no qawwali, não há distinção entre o que é conhecido como voz de peito e voz de cabeça (as diferentes áreas em que o som ressoará dependendo da frequência cantada). Em vez disso, os qawwals cantam muito alto e com força, o que lhes permite estender sua voz de peito para frequências muito mais altas do que as usadas no canto ocidental, embora isso geralmente cause um som mais barulhento ou tenso do que seria aceitável no Ocidente.

## Sequência tradicional de uma apresentação qawwali da ordem sufi Chishtiya
- Instrumental: supõe-se que seja o anúncio da chegada de Moinuddin Chishti, já que os sufis acreditam que seus santos estão livres do tempo-espaço. Além disso, as categorias de fiéis Nabi, Siddiq, Shaheed e Saleh nunca morrem, apenas vão para algum outro estado de onde visitam sempre que são mencionados, especialmente se houver uma função em sua homenagem.
- Hamd
- Na`at
- Manqabat Ali
- Manqabats em louvor aos santos sufistas
- Manqabat Shaikh: elogios ao Shaikh/Pir se a apresentação for em uma celebração Urs
- Rang ou Badhawa: Se for uma apresentação de Urs, geralmente é Rang, um poema de Amir Khusro. O público é frequentemente solicitado a se levantar quando o Rang é cantado. Se for o aniversário do Shaikh, geralmente é o Badhawa.

## Notáveis qawwals dos últimos 70 anos
- Aziz Mian
- Badar Ali Khan, também conhecido como Badar Miandad
- Bahauddin Qutbuddin
- Fateh Ali Khan
- Pintor Habib
- Iqbal Hussain Khan Bandanawazi
- Munshi Raziuddin
- Nizami Bandhu
- Nusrat Fateh Ali Khan
- Sabri Brothers
- Wadali Brothers
- Warsi Brothers

## Qawwals atuais e recentes
- Ateeq Hussain Khan
- Abdullah Manzoor Niazi
- Faiz Ali Faiz
- Fareed Ayaz
- Rahat Fateh Ali Khan
- Sukhawat Ali Khan
- Rizwan Muazzam
- Waheed and Naveed Chishti
- Warsi Brothers
- Irmãos Qutbi
- Tahir Faridi Qawwal
- Aminah Chishti Qawwal, primeira mulher Qawwal[9]
- Sanam Marvi